# پترونیلو دی برتو
پترونیلو دی برتو (به پرتغالی: Petronilho de Brito) مهاجم اهل برزیل است که در شهر سائوپائولو و در تاریخ ۳۱ مهٔ ۱۹۰۴ به دنیا آمده‌است.
پترونیلو دی برتو در تیم‌های فوتبال Antárctica-SP سابقهٔ حضور دارد.